# Nilo Ossani
Nilo Ossani, pseudonimo di Giuseppe Dal Pane (Faenza, 7 novembre 1912 – Torino, 13 gennaio 1997), è stato un cantante italiano.

## Biografia
Dotato di una bella voce da tenore squillante ed acuta, iniziò, come il concittadino ed amico Emilio Renzi (diventato in seguito molto più noto con lo pseudonimo Aldo Visconti), la carriera operistica con notevole successo, debuttando con il proprio nome.
Nel 1938 vinse a Milano un concorso per giovani voci e nel 1939 debuttò nel difficilissimo ruolo del pescatore nel Guglielmo Tell di Rossini al Maggio Musicale Fiorentino, cominciando così la sua carriera in numerosi teatri lirici italiani, tra i quali La Scala di Milano.
Nel 1945, alla fine della Seconda guerra mondiale, passò alla musica leggera e all'Operetta, senza abbandonare del tutto la lirica, e si fece chiamare Nilo Ossani, con risultati altrettanto positivi.
Fu scritturato dalla radio Rai cantando con l'orchestra Ernesto Nicelli, negli anni 40 ed iniziò ad incidere i primi dischi per La voce del padrone, che rimarrà per anni la sua casa discografica ufficiale, in seguito passerà alla Meazzi e alla Pathè.
Nel 1950 la sua popolarità giunse anche negli Stati Uniti, quando fu scelto come rappresentante per l'Italia al Festival Mondiale della Canzone e Melodia Popolare di New York, dove cantò accompagnato dall'orchestra diretta da Percy Faith e dove cantò la famosa Torna a Surriento di Ernesto De Curtis.
Negli anni 50 e 60 lavorerà anche negli spettacoli di operette della Compagnia di Nuto Navarrini, nel 1962 nel varietà televisivo RAI Alta Fedeltà dà la voce al pupazzo Leo-cabaret, creato da Maria Perego, cantando canzoni degli anni 20 e 30.
Si ritirò dalle scene negli anni settanta.

## Discografia parziale

### 33 giri
- 1960: A tutte le mamme (Astraphon, LPA 10010)

### 45 giri
- 1958: Eternamente/Appassionatamente (Astraphon, PN 4053)
- 1958: Come le rose/Balocchi e profumi (Astraphon, PN 4066)
- 1959: Come pioveva/La canzone dell'amore (Astraphon, PN 4069)
- 1960: Miniera/Canta Pierrot (Astraphon, PN 4090)
- 1960: Domani no/Se tu sei con me (Astraphon, PN 4091)
- 1960: Cuore napoletano/Addio monella (Astraphon, PN 4095)
- 1960: Creola/La signora di trent'anni fa (Astraphon, PN 4096)
- 1960: Primo amore/Capinera (Astraphon, PN 4098)
- 1960: Il tango delle capinere/Ivonne (Astraphon, PN 4106)
- 1960: Maruska/Vipera (Astraphon, PN 4111)
- 1960: Torna al tuo paesello/Firenze sogna (Astraphon, PN 4114)